# Antoine Mahaut

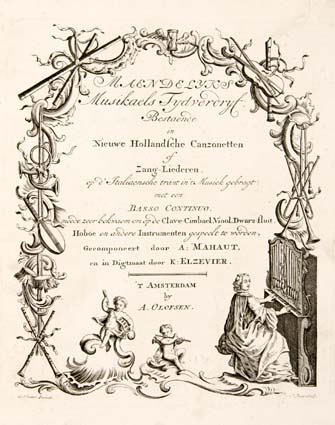
Maendelyks musikaels tydverdryf; Bestaende in nieuwe Hollandsche canzonetten of zang-liederen, gecomponeerd door Antoine Mahaut, en in digtmaat d. K. Elzevier. Amst., A. Olofsen, (1751-52).

Antoine Mahaut of Anton, Antonio Mahault, Mahoti of Mahout (Namen ?, 1719? - ca.1785) was een fluitist, redacteur en componist.

## Leven en werk
Mahaut woonde en werkte van 1737 tot 1777 in Amsterdam. Om zijn schuldeisers te ontlopen trok hij naar Parijs, waar hij al eerder had verbleven, in 1740 en 1755. Hij bezocht ook Dresden. Mahaut bracht zijn laatste levensjaren door in een klooster in Frankrijk.
Van Mahaut verschenen in Amsterdam trio's met fluit, duetten en sonatines voor fluit. Zijn symfonieën zijn stilistisch verwant aan die van Carl Philipp Stamitz en François-Joseph Gossec.
Tot de door hem uitgegeven werken behoort een tijdschrift, Maendelyks musikaels tydverdryf, bestaende in nieuwe hollandsche canzonetten of zang liederen, op d'tialiaensche trant in't musiek gebragt, met een basso continuo. Meede zeer bekwaem om op de clave-cimbael, viool, dwarsfluit, hoboë en andere instrumenten gespeelt te worden. De negen delen verschenen in de periode 1751-1752 bevatten aria's en liederen van zijn hand in Italiaanse stijl.
Voorts publiceerde hij in 1759 een Nouvelle méthode pour apprendre en peu de temps а jouer la flute traversière: Nieuwe manier om binnen korten tijd op de dwarsfluit te leeren spelen.

## Luistervoorbeeld
- Antoine Mahauts Twee-spraek, Vissers Minnesang door het Vlaamse ensemble Zefiro Torna

- Biblioteca Nacional de España: XX856982
- Bibliothèque nationale de France: cb14827566h (data)
- Digitale Bibliotheek voor de Nederlandse Letteren: maha002
- Gemeinsame Normdatei: 119378116
- International Standard Name Identifier: 0000 0000 8190 5477
- Library of Congress Control Number: n85283448
- MusicBrainz: f617a93e-90d6-4cff-b334-6f31a3b9a190
- Nationale Bibliotheek van Tsjechië: xx0157632
- Nationale Bibliotheek van Israël: 987007434157905171
- Nederlandse Thesaurus van Auteursnamen: 096960426
- SNAC: w6cj98rb
- Virtual International Authority File: 122087207
- WorldCat: E39PBJB4ddp7V8Xvjhq4BkfDv3